# Isachne rigidifolia
Isachne rigidifolia är en gräsart som först beskrevs av Jean Louis Marie Poiret, och fick sitt nu gällande namn av Ignatz Urban. Isachne rigidifolia ingår i släktet Isachne och familjen gräs. Inga underarter finns listade i Catalogue of Life.